# Leptogaster magnicollis
Leptogaster magnicollis là một loài ruồi trong họ Asilidae. Leptogaster magnicollis được Walker miêu tả năm 1861. Loài này phân bố ở miền Australasia.